# توم وينسلو
توم وينسلو (بالإنجليزية: Tom Winslow)‏ هو فنان الشارع وملحن أمريكي، ولد في 13 نوفمبر 1940 في هوبغود في الولايات المتحدة، وتوفي في 23 أكتوبر 2010 في ألباني في الولايات المتحدة بسبب سكتة.